# Земля (настольная игра)
Земля (с англ. — «Earth») — настольная игра, созданная Максимом Тардифом и изданная компанией Inside Up Games в 2023 году. Игра рассчитана на 1-5 игроков, которые в порядке ходов выполняют действия на индивидуальных планшетах, а также строят карточный движок с целью заработать победные очки. Разработка игры началась в 2017 году. С 2022 разработка спонсировалась через платформу Kickstarter, после чего в 2023 году экземпляры были отправлены на обзор блогерам.

## Игровой процесс
«Земля» является карточной игрой на построение движка для 1-5 игроков. Каждый ход игроки выбирают одно из четырёх действий: посадка, удобрение, полив или выращивание. Игрок, совершающий выбор, получает ресурсы, после чего все игроки одновременно могут использовать соответствующие цвету действия способности карт из своей персональной матрицы. На протяжении партии игроки разыгрывают карты, которые символизируют различные растения или местности, из своей руки и выкладывают из них матрицу размером 4х4. Одни карты имеют одноразовые способности, срабатывающие при их разыгрывании, тогда как у других есть способности, которые можно использовать многократно.

## Дизайн и разработка
Игра была разработана фармацевтом из Квебека Максимом Тардифом. Ранее уже было выпущено две игры за его авторством: BrilliAnts и DiverCity. Изначально, игру планировалось назвать Планета Терра (с англ. — «Planeta Terra»), однако предпочтение в итоге отдали названию «Земля» как более понятному. При создании игры Тардиф поставил себе цели дать игрокам возможность выбора, а также сделать игру реиграбельной. Таким образом, он решил создать игру на построение движка, для которой разработал более четырёх сотен карт. Больше всего времени в разработке заняли соблюдение баланса карт, для чего Тардиф спроектировал алгоритм в Microsoft Excel, а также поиск фотографий для игры, поскольку их было необходимо очень большое количество.
В 2017 году Тардиф встретил представителя издательства Inside Out Games Коннора Макгоя на фестивале Gen Con. Некоторое время спустя, Тардиф продемонстрировал ему прототип «Земли». Выбор Тардифа пал на Inside Out Games, так как они с Макгоем хорошо ладили и часто виделись на мероприятиях. Также роль сыграла вера Тардифа в то, что финансирование через краудфандинг хорошо сработает в случае с «Землёй». Кампания по сбору средств для разработки на Kickstarter была запущена в феврале 2022 года, после чего необходимая сумма была собрана всего за два часа. Релиз игры состоялся 22 апреля 2023 года в День Земли, а первый тираж состоял из 25 тысяч копий и 6-7 тысяч сверх этого для спонсоров с Kickstarter. Копии были быстро распроданы, что побудило издателя нанять больше персонала и заказать больший тираж.

## Отзывы
Журнал Paste назвал дизайн игры «потрясающим» и поставил ей оценку в 9.5/10, а также отметил удовольствие от игрового процесса и его плавность, несмотря на ощутимую когнитивную нагрузку. Веб-сайт Wargamer оценил игру на 8/10, и отметил, что «Земля» решила крупнейшую, по их мнению, проблему игр на построение движка, а именно постоянное ожидание своего хода, через систему одновременных действий. Они описали игровой процесс как достаточно плавный благодаря постоянному действию, но посчитали, что от этого может пострадать время социального взаимодействия между игроками. Издание Tabletop Gaming посчитала, что игра понравится любителям неконфликтного игрового процесса, однако они посчитали, что недостаток социального взаимодействия создаёт слишком большую дистанцию между игроками, и даже сравнили игру с раскладыванием пасьянса. Веб-сайт Polygon назвал «Землю» одной из лучших настольных игр 2023 года, отметив глубину взаимодействия карт и приятные ощущения от игры вместе с относительно простыми правилами. Критики журнала Game Informer также назвали игру одной из лучших за год, отметив отсутствие необходимости долго ждать своего хода.
Многие обзорщики сравнили «Землю» с игрой «Крылья». В журнале Paste посчитали, что «Земля» унаследовала от «Крыльев» недостаток взаимодействия игроков, но при этом взяла и улучшила сильные стороны предшественника. Веб-сайт Vulture отметил, что «Земля», в отличие от «Крыльев», имеет более комплексную и естественную прогрессию во время партии.

## Награды
«Земля» получила звание «Лучшая настольная игра (европейский стиль)» на мероприятии UK Games Expo 2023, а также победила в номинации «Лучшая одиночная игра» на International Gamers Awards в 2023 году.